# Oz for Africa
Oz for Africa war ein Konzert, das am 12. Juli 1985 im Rahmen der weltweiten Live-Aid-Konzerte im Sydney Entertainment Centre stattfand. Dieses Konzert stellte den australischen Beitrag zu Live Aid dar. Aufgrund der Zeitverschiebung begann dieses Konzert bereits zwölf Stunden vor dem in London und war somit auch das erste Live-Aid-Konzert.
Das Konzert, organisiert von dem Möbelhändler Bill Gordon und dem Musikproduzenten Brian de Courcy, in Zusammenarbeit mit Bob Geldof und dem Band Aid Trust, wurde moderiert von Ian Molly Meldrum. Organisator Bill Gordon verkaufte sogar sein Möbelgeschäft und benutzte das Geld, um das Konzert zu unterstützen.
Das vierstündige Konzert wurde auf den beiden australischen Fernsehsendern Channel 7 und Channel 9 ausgestrahlt. Teile davon wurden auch während der weltweiten Ausstrahlung von Live Aid gezeigt und sind auch auf der Live-Aid-DVD enthalten.
Circa 11.000 Zuschauer bezahlten je 18,50 US-Dollar, um sich Oz for Africa anzusehen. Das Konzert spielte sechs Millionen US-Dollar für Afrika ein.

## Auftrittsreihenfolge
- Ian Molly Meldrum: Moderation
- Mental as Anything: Live It Up, If You Leave Me, Can I Come Too ?, You're So Strong
- Machinations: Pressure Sway, My Heart’s On Fire, No Say In It
- I’m Talking: Lead the Way
- Models: Big On Love, I Hear Motion, Stormy Tonight, Out of Mind, Out of Sight
- Do.Re.Mi: Man Overboard, Warnings Moving Clockwise, 1000 Mouths
- Electric Pandas: Missing Me, Let’s Gamble
- Dragon: Speak No Evil, Rain, Are You Old Enough
- Men at Work: Maria, Overkill, The Longest Night
- Australian Crawl: Reckless (Don’t Be So), Two Can Play, The Boys Light Up
- Party Girls: Isolation
- Uncanny X-Men: Work, 50 Years
- Goanna: Common Ground, Song for Africa, Solid Rock
- Little River Band: Don’t Blame Me, Full Circle, Night Owls, Playing to Win
- Mondo Rock: Cool World, Mondo Rock, The Moment, Modern Bop, Come Said the Boy
- Angel City: Small Price, Eat City, Underground, Take a Long Line
- Renée Geyer: Put a Little Love in Your Heart, All My Love, Telling it like it Is
- INXS: Original Sin, Listen Like Thieves, Kiss the Dirt, What You Need, Don’t Change

## Australien und Live 8
Nachdem bekannt wurde, dass Bob Geldof mit Live 8 eine Neuauflage bzw. Fortsetzung von Live Aid plante, versuchte der australische Musikproduzent Ian Molly Meldrum, der bereits 1985 stark mit Bob Geldof bei Live Aid zusammengearbeitet und Oz for Africa angeführt hatte, im Zuge der weltweiten Live-8-Konzerte, auch ein Live8-Konzert in Australien stattfinden zu lassen. Zitat: „Ich hoffe, er (Geldof) wird es tun, wir haben auf jeden Fall die Musiker“ („I’m hoping he’ll do it, we’ve certainly got the acts.“).
Nachdem seine Bemühungen um eine australische Variante von Live8 fruchtlos blieben, moderierte Molly Meldrum gemeinsam mit Ex-Savage-Garden-Frontmann Darren Hayes im australischen Fernsehen eine sogenannte Pre-Show zu Live 8.